# Martin Page (Journalist)
Martin Page (* 30. Juni 1938 in Friern Barnet, London Borough of Barnet; † 10. September 2003 in Brighton, East Sussex) war ein britischer Journalist.

## Leben
Page absolvierte seine Schulzeit an der Leighton Park School (Reading, Berkshire) und wechselte später an die Millfield School (Street, Somerset). Anschließend studierte er Anthropologie am Pembroke College (University of Cambridge). Bereits während seiner Schulzeit erkrankte er an Retinopathia pigmentosa, was später zu seiner völligen Erblindung führte.
Mit 24 Jahren wurde Page 1962 einer der jüngsten Journalisten in der Fleet Street. Anfangs schrieb er für die Tageszeitung The Guardian, wurde aber bald schon vom Daily Express abgeworben. Parallel dazu schrieb er regelmäßig für die internationale Zeitung The Tablet. Als Korrespondent berichtete er von einigen Kriegsschauplätzen, u. a. aus dem Vietnamkrieg, Algerienkrieg und Sechstagekrieg.
Für längere Zeit leitete er das Pressebüro in Moskau, war aber auch in Rom und Paris akkreditiert. 1975 gründete Page das Business Traveller Magazine und leitete es als Chefredakteur fünf Jahre. 1988 war er völlig erblindet und zog sich aus dem Berufsleben zurück. Er ließ sich in Brighton nieder und versuchte neben einigen anderen Projekten seine Autobiografie zu schreiben, die aber unvollendet blieb.
Martin Page starb 2003 in Brighton und fand dort auch seine letzte Ruhestätte. Er war zweimal verheiratet und hatte insgesamt drei Söhne.
Neben seinem Brotberuf als Journalist verfasste Page auch zwei Romane und einige Sachbücher, die alle in mehrere Sprachen übersetzt wurden.

## Werke
Romane
- The Pilate Plot. Heinemann, London 1979, ISBN 0-434-57510-0.
  - Deutsch: Die Geheimschrift. Zsolnay, Wien 1980, ISBN 3-552-03233-9 (übersetzt von Stefanie Schaffer)
- The man who stole the Mona Lisa. Sphere Books, London 1988, ISBN 0-7474-0031-8 (Nachdr. d. Ausgabe London 1984)
  - Deutsch: Der Mann, der die Mona Lisa stahl. Piper, München 1989, ISBN 3-492-15536-7 (übersetzt von Vera Mansfeldt)

Sachbücher
- Unpersoned. The fall of Nikita Sergeyevitch Khrushchev. Chapman Hall, London 1966.
- Company Savage. Cassell, London 1972.
  - Deutsch: Managen wie die Wilden. Ein klug-vergnüglicher Vergleich zwischen den Stammesriten der Primitiven und dem Führungsstil unserer Wirtschaft. Econ Verlag, Düsseldorf 1972, ISBN 3-430-17056-7 (übersetzt von Henry Jelinek)
- The lost pleasures of the great trains. Weidenfeld, London 1975, ISBN 0-2977-6988-X.
  - Deutsch: Die grossen Expresszüge der Welt. Molden, Wien 1976, ISBN 3-217-00765-4 (übersetzt von Gunther Martin)
- The good doctor guide. Sphere Books, London 1989, ISBN 0-7221-6657-5.